# 인도 국정력

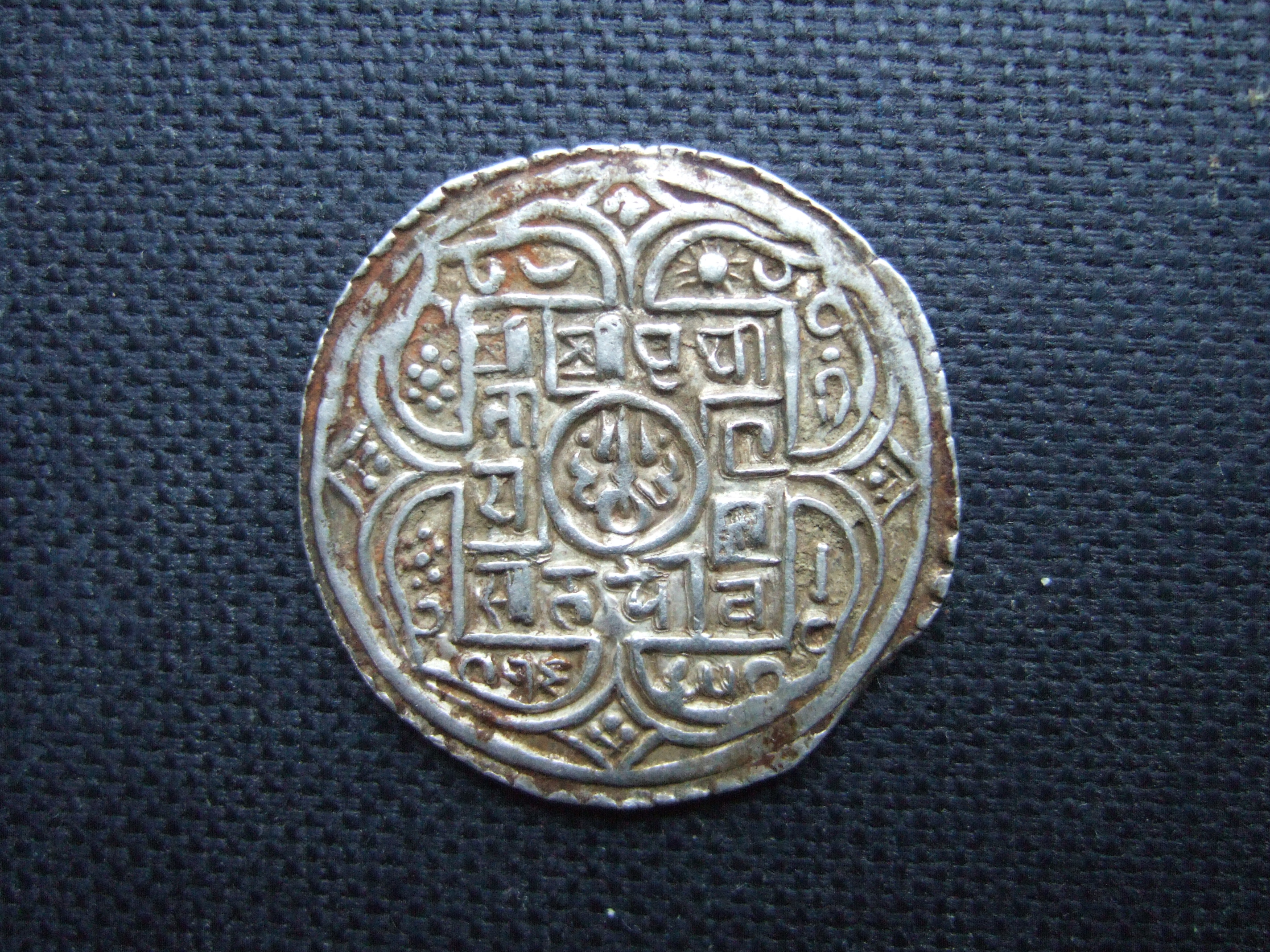

인도 국정력(印度 國定曆, 영어 : Indian national calendar, Saka calendar)은 다양한 달력이 존재하는 인도에서 1957년 이후 ‘통일력’으로 공식 채택된 역법이다. 인도에서는 그레고리력과 병행을 하며, 올 인디아 라디오 방송이나 인도 정부가 발행하는 달력 또는 소식지에 이것을 사용한다. 샤카기원을 기반으로 한 사카력 또는 인도 양력을 기반으로 한 인도 국정력과 인도 태양력 외에 단순히 국정력 또한 국민 달력, 힌두력 등 다양한 명칭으로 호칭하기도 한다. 여기에서는 사카 기원 의한 기년법 측면에 대해서 언급한다.

## 개요
인도 정부 및 주요 언론들은 태양력(서기)과 함께 병용하는 경우가 많다. 또한 지역, 민족에 따라 이슬람력과 벵골력 등 각 지역, 민족 고유의 달력을 같이 사용하는 경우도 많다. 이 달력으로는 사카 기원의 기원에 해당하는 서기 78년을 ‘인도 국정력 0년’으로 계산한다. 인도에서는 예전보다 기년 법규 등에 ‘수리력’보다는 ‘만 연령’으로 연수를 세는 경우가 많다. 이 기원은 쿠샨 왕조 카니슈카 왕이 제정했다는 등 여러 설이 있지만 확실치 않다. 연시는 양력 3월 22일(윤년은 3월 21일)에 해당한다. 기원이 ‘0’에서 시작하기 때문에 양력으로 평년하고 3월 22일(연시) 이상의 기원에서 78년을 당기고 3월 21일 이전에 79년을 빼면 국정력의 해가 된다. (윤년의 경우 모두 1일 전으로 늦춘다.) 예를 들어 서기 2000년 3월 21일은 국정력 1922년에 해당한다. 윤년을 확인하려면 국정력에 78년을 더한 합계 수가 서기에서 윤년인지 여부를 확인한다.
인도 국정력 (사카) 달력 이외에도 사카 서기(서기 77 ~ 79년)를 기원으로 하는 달력이 많이 존재하며, 주로 남부 인도에서 사용된다. 한편, 북부 인도에서는 뷔쿠라마 기원(기원전 58년 ~ 56년)을 기원으로 하는 달력도 많이 사용되고 있다. 언급한 바와 같이 국정력의 결정에 기원을 ‘0년’으로 계산(만 연령)하지만, 달력의 종류와 지방, 사용하는 사람에 따라 기원을 ‘1년’으로 계산( 서수 년, 수리력)하는 경우도 있으므로 꼼꼼한 계산을 할 때 주의가 필요하다.

## 국정력
|    | 월(산스크리트) | 길이  | 시작일 (그레고리) | 별자리 | 별자리 (산스크리트) |
| 1  | 차이트라       | 30/31 | 3월 22일*         | 양     | Meṣa                |
| 2  | 바이샤카       | 31    | 4월 21일          | 황소   | Vṛṣabha             |
| 3  | 지예슈타       | 31    | 5월 22일          | 쌍둥이 | Mithuna             |
| 4  | 아샤다         | 31    | 6월 22일          | 게     | Karkata             |
| 5  | 샤라바나       | 31    | 7월 23일          | 사자   | Siṃha               |
| 6  | 바아드라       | 31    | 8월 23일          | 처녀   | Kanyā               |
| 7  | 아슈빈         | 30    | 9월 23일          | 천칭   | Tulā                |
| 8  | 카르티카       | 30    | 10월 23일         | 전갈   | Vṛścik‌‌‌a             |
| 9  | 아그라하야나   | 30    | 11월 22일         | 사수   | Dhanur              |
| 10 | 파우샤         | 30    | 12월 22일         | 산양   | Makara              |
| 11 | 마가           | 30    | 1월 21일          | 물병   | Kumbha              |
| 12 | 팔구나         | 30    | 2월 20일          | 물고기 | Mīna                |

## 같이 보기
- 힌두력